# HDR10
HDR10 je otevřený standardizovaný formát pro HDR (High Dynamic Range) video. Byl oznámen Consumer Technology Association 27. srpna 2015 a v současné době se jedná o nejrozšířenější z dostupných HDR formátů.

## Technické specifikace
Formát využívá přenosovou funkci PQ dle standardu SMPTE ST 2804, která umožňuje dosáhnout hodnot svítivosti 0 - 10000 nitů. Nicméně ve skutečnosti se běžně u HDR10 bere 1000 nitů jako maximum, kvůli limitaci maximální svítivosti ze strany koncových zařízení, na kterých HDR10 obsah bývá nejčastěji zobrazován (televize apod.). 
Co se týče celkové barevnosti, barevná hloubka tohoto formátu je 10 bitů a využívá se barevný prostor dle standardu Rec. 2020. Pro videokompresi se využívá podvzorkovací schéma 4:2:0.
HDR10 používá statická metadata SMPTE ST 2086, MaxFALL a MaxCLL. To znamená, že se napříč celým přehrávaným obsahem používá stejná tónovací křivka pro všechny snímky, ta je určena na základě nejjasnějšího ze snímků. Neurčuje se tedy pro každý snímek zvlášť, na rozdíl od dalších PQ HDR formátů HDR10+ a Dolby Vision, které využívají dynamická metadata. V HDR10 se tak kvůli statickým metadatům mohou oproti těmto formátům některé scény zobrazovat z hlediska jasu méně přesně.

## Rozšíření a podpora
Formát najdeme dostupný prakticky u každého zařízení, které přehrávání HDR obsahu podporuje. Právě jeho otevřenost je oproti proprietárnímu formátu Dolby Vision pro tvůrce obsahu a výrobce zařízení z finančního hlediska výhodou, což napomáhá jeho vyšší dostupnosti. I když má svého novějšího nástupce HDR10+, stále se prozatím jedná o rozšířenější variantu.
S podporou HDR10 se můžeme setkat u většiny nových televizí, monitorů, herních konzolí a v neposlední řadě Ultra HD Blu-ray disků. V současné době mnoho online streamovacích služeb nabízí svůj obsah i v HDR10. Mezi ně patří například Netflix, Disney+, Amazon Prime Video, HBO MAX a další.